# Nydia Ecury

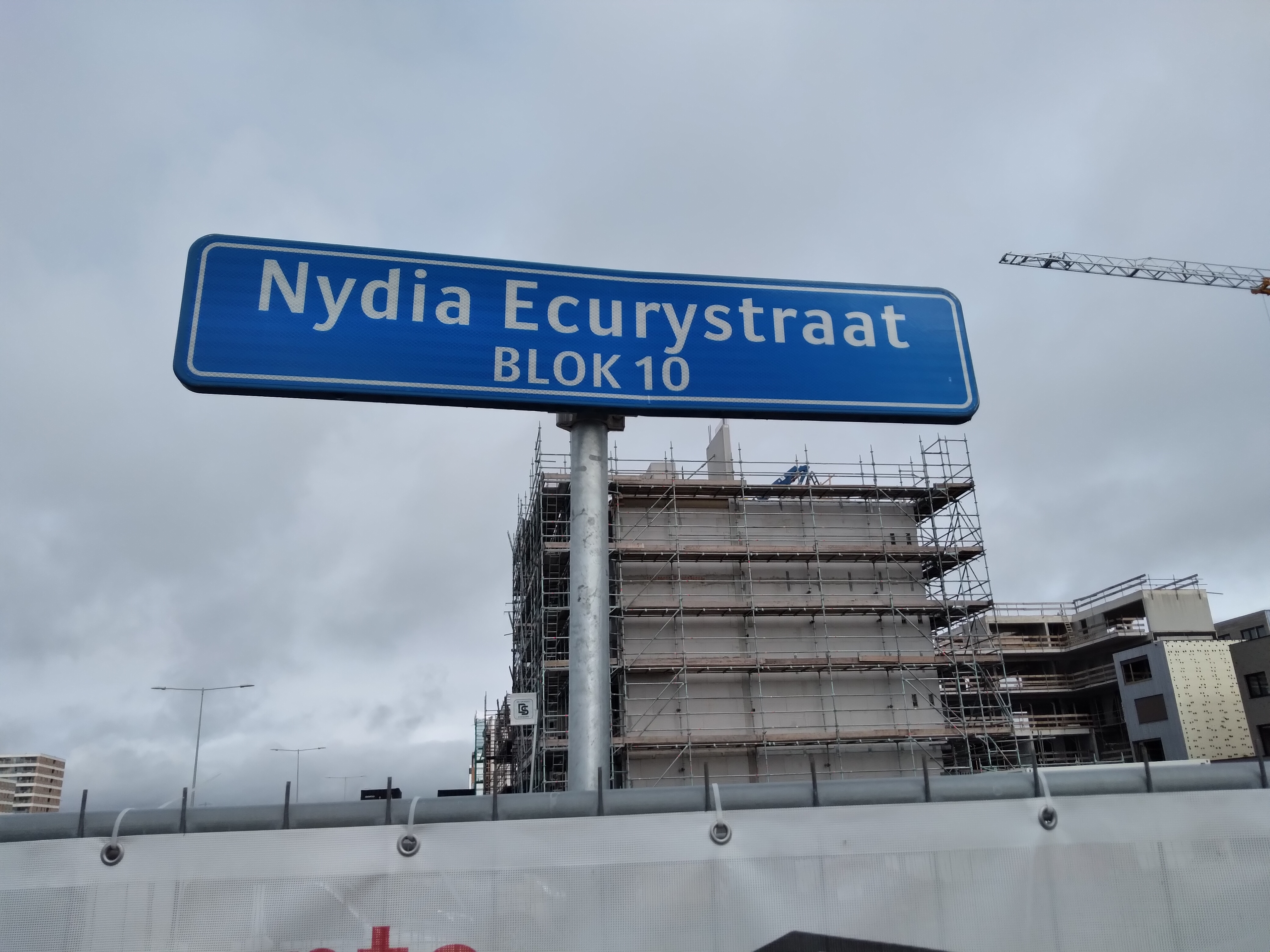
Straatnaambord Amsterdam (september 2021)

Nydia Maria Enrica Ecury (Oranjestad, 2 februari 1926 – Willemstad, 2 maart 2012) was een Arubaans onderwijzeres, schrijfster, vertaalster en actrice.

## Privéleven
Nydia Maria Enrica Ecury werd geboren op 2 februari 1926 in de wijk Rancho in Oranjestad op Aruba. Ze was de dochter van Nicasio Segundo Ecury, beter bekend als Shon Dundun en Ana Paulina Wilhelmina Ernst en ze was de jongste van dertien kinderen. Het huis waar ze in opgroeide is tegenwoordig onderdeel van het archeologisch museum. Ondanks dat broers en zussen in Nederland onderwijs volgden, studeerde Nydia Engels en journalistiek in Canada. Haar broer, Boy Ecury, zat in het verzet tijdens de Tweede Wereldoorlog. Hij werd verraden en gefusilleerd. In 1957 vestigde Nydia zich op Curaçao. In 1960 trouwde ze met Wim Eduard Isings, een Nederlandse zakenman. Uit dit huwelijk kwamen een zoon en een dochter voort. In 1964 kwam er een scheiding van tafel en bed en bleven de kinderen bij Nydia.

## Carrière
Nydia Ecury gaf les op de Martinus-mavo en op de Nilda Pinto-huishoudschool. Tegelijkertijd gaf ze privéles in Papiaments.
In 1967 was Nydia een van de oprichters van de toneelgroep Thalia. De toneelgroep voerde toneelstukken op die vertaald waren uit het Engels, Frans en Spaans. Onder de bekendste vertalingen van toneelstukken door Nydia vallen Gay bieuw ta traha sòpi stèrki (1968), een interpretatie van Cosas de mamá y papá van Alfonso Paso en Romeo i Julieta (1991), gebaseerd op Romeo en Julia van William Shakespeare.
In 1972 debuteerde ze als dichteres met het werk Tres rosea (Drie verzuchtingen), waarna de nog verschillende dichtbundels heeft uitgebracht. In het begin van de jaren 80 van de twintigste eeuw vertaalde ze werken naar het Papiaments, waaronder boeken voor het onderwijs. Ook speelde ze in 1986 een rol in de film Almacita di desolato.
Ze was van grote betekenis voor het Papiaments en verspreide het via haar werken. Als eerbetoon werd zij in 2003 onderscheiden met de Tapushi di oro. Ze werd eens Actrice van het jaar. In 1995 ontving ze de Pierre Laufferprijs en in 2007 ontving ze de Cola Debrotprijs. Verder kreeg ze de Theatre Festival Award of Aruba en de Prijs van de Eilandelijke Dienst Culturele Zaken.

## Overlijden
Nydia Ecury overleed op 2 maart 2012 op 86-jarige leeftijd in Willemstad (Curaçao), na vijf jaar te hebben geleden aan de ziekte van Alzheimer. Na haar dood heeft uitgeverij In de Knipscheer haar tweetalige bundel Een droom die ik heb (Un soño ku mi tin) uitgebracht. In 2020 vernoemde de gemeente Amsterdam een straat naar haar.